# Marcel Van der Aa
Marcel Marie Jozef Van der Aa (Beveren-Waas, 9 augustus 1924 - Wilrijk, 5 september 2002) was een Belgisch politicus voor de CVP. Hij was senator en burgemeester van Beveren. 

## Levensloop
Van der Aa begon zijn carrière in 1945 bij het Algemeen Christelijk Vakverbond, waar hij actief was op de rechtskundige dienst. Tot 1970 was hij secretaris bij de Christelijke Mutualiteit.
In 1952 werd hij verkozen tot gemeenteraadslid van Beveren-Waas, waar hij van 1961 tot 1970 schepen en van begin 1970 tot 1992 burgemeester was.
Van 1971 tot 1977 zetelde hij bovendien voor het arrondissement Dendermonde-Sint-Niklaas in de Belgische Senaat. In de periode van december 1971 tot april 1977 had hij als gevolg van het toen bestaande dubbelmandaat ook zitting in de Cultuurraad voor de Nederlandse Cultuurgemeenschap, die op 7 december 1971 werd geïnstalleerd en de verre voorloper is van het Vlaams Parlement. In 1977 diende hij te kiezen tussen de senaat en het burgemeesterschap van de fusiegemeente Beveren en hij koos voor het laatste.
Van der Aa overleed in 2002 in het AZ Sint-Augustinus in Wilrijk. Een straat in een nieuwe verkaveling in Beveren werd in 2005 naar hem genoemd, de Marcel Van der Aastraat.